# Hemiblocatge esquerre anterior
L'hemiblocatge esquerre anterior (HBEA) és un trastorn del sistema de conducció elèctrica del ventricle esquerre, relacionat amb el blocatge de branca esquerra, però que es distingeix d'aquest.
És causada per un trastorn en el fascicle anterior de la branca esquerra del feix de His. Es manifesta a l'ECG per la desviació de l'eix esquerre. És molt més comú que el hemiblocatge esquerre posterior.

## Importància clínica
- S'associa amb cardiopatia hipertensiva, valvulopaties, miocardiopaties i malaltia fibròtica degenerativa de l'esquelet cardíac.
- Es pot observar en aproximadament el 4% dels casos d'infart agut de miocardi
  - És el tipus més comú de trastorn de conducció intraventricular observat en l'infart agut de miocardi anterior, i l'artèria descendent anterior esquerra sol ser el vas culpable.
  - Es pot observar amb un infart agut de miocardi de la paret inferior.